# Округ Грин (Мисисипи)
Округ Грин (енгл. Greene County) је округ у америчкој савезној држави Мисисипи.

## Демографија
По попису из 2010. године број становника је 14.400, што је 1.101 (8,3%) становника више него 2000. године.
| Група             | 2000.         | 2010.          |
| Белци             | 9.637 (72,5%) | 10.363 (72,0%) |
| Афроамериканци    | 3.482 (26,2%) | 3.749 (26,0%)  |
| Азијати           | 9 (0,1%)      | 19 (0,1%)      |
| Хиспаноамериканци | 106 (0,8%)    | 133 (0,9%)     |
| Укупно            | 13.299        | 14.400         |